# PoPo Loouise
「PoPo Loouise」（ポポ ルイーズ）は、2008年10月 - 11月に、NHKの音楽番組『みんなのうた』で放送された楽曲。作詞：UA、作曲：関島岳郎、編曲：栗コーダーカルテット、歌：栗コーダーカルテット&UA。